# 10 Hygiea
10 Hygiea är en asteroid i Asteroidbältet. Det är den 10:e asteroiden som upptäcktes, och upptäckaren var den italienska astronomen A. de Gasparis den 12 april, 1849. Denna asteroid tror man tar upp 3 % av all massa i asteroidbältet. 10 Hygiea är den dominerande asteroiden i Hygieagruppen (med ungefär 90 % av massan i hela gruppen). 10 Hygiea är namngiven efter den grekiska gudinnan Hygieia för hälsa, dotter till Asclepius.

## Fysiska egenskaper

Animation av Hygieas omloppsbana

10 Hygiea är den största asteroiden bland de mörka C-typ asteroiderna med en kolyta som är vanliga i det yttre bältet, vilket ligger bortom Kirkwoodgapet vid 2,82 AU från solen. Denna asteroid är också den största i området. Dess mörka yta och det stora medelavståndet till solen gör att denna förhållandevis stora himlakropp ändå är svår att observera från jorden. 
Ytkompositionen gör att man tror att 10 Hygiea inte smälte under solsystemets början, i kontrast till andra stora planetesimaler som 4 Vesta. Det ser ut som om Hygiea är avlång, mycket mer än de andra asteroiderna i "big four" (Ceres, 2 Pallas och 4 Vesta). Hygieas låga densitet gör att man kan jämföra den med Jupiters issatelliter.
Undersökningar med rymdteleskopet Hubble har inte visat på någon måne.